# Café des Arts (Mens)
Situé dans le centre du bourg de Mens, au sud du département de l'Isère, en région Auvergne-Rhône-Alpes, Le Café des Arts est un bar restaurant de cette petite ville de montagne qui a pu conserver son ancien cachet et ses fresques datant de la fin du XIXe siècle.
À ce titre, le lieu bénéficie d'une inscription partielle par arrêté du 23 janvier 1989, au titre des monuments historiques pour ses deux devantures et son décor intérieur.

## Historique
Les fresques qui ornent le Café des arts datent de 1895. Ses boiseries et ses devantures, plus anciennes, datant de 1856. Au XXIe siècle, il est toujours utilisé comme café-restaurant.
Cette décoration murale, inscrite sur la liste supplémentaire des Monuments historiques, sont l'œuvre du peintre picard Gustave Riquet (1866 - 1938). L'artiste va bientôt être nommé professeur à l'École régionale des Beaux-Arts d'Amiens et il se trouve en vacances chez son oncle. Il prend la décision de représenter des scènes rurales et des paysages de la Matheysine et le Trièves, deux régions naturelles du sud du département de l'Isère dans ce café durant sa villégiature dans la petite cité.

## Description
L'établissement présente un style désuet avec ses boiseries, ses tables en bois, son marbre d’antan et ses miroirs piqués. Les murs et le plafond, ornés de chérubins, présentent de nombreuses décorations d'époque.

## Situation et accès
Le café restaurant est situé dans le centre du bourg de Mens, à l'angle formé par le boulevard Édouard Arnaud et la rue Saint-Giraud, non loin de l'hôtel de ville. En tant que commerce (lieu privé), il est accessible au public aux heures d'ouverture prévues par le propriétaire.